# Позіном
Позіном — це розширений утямок (поняття) многочлена (полінома) як суми одночленів (мономів) на основі розширеного утямку «одночлен». З властивостей таких узагальнених одночленів випливає обмеження області визначення функції, заданої позіномом, на строго додатні значення.

## Означення
Позіном — узагальнений многочлен вигляду
{\displaystyle g(x)=\sum \limits _{i=1}^{n}u_{i}(x)=\sum \limits _{i=1}^{n}c_{i}\prod \limits _{j=1}^{m}{x_{j}}^{a_{ij}},\quad x_{j}>0,\ c_{i}>0,\ a_{ij}\in \mathbb {R} .} ,
де {\displaystyle u_{i}(x),\ i={\overline {1,n}}} — одночлени.

## Приклад
{\displaystyle g(x)=0.25x^{4}+x^{-1.5}+2x^{9}.}

## Властивості
- якщо {\displaystyle g(x)} — позіном, {\displaystyle \lambda >0} — стала, то {\displaystyle \lambda g(x)} — позіном,
- якщо {\displaystyle f(x),g(x)} — позіноми, то {\displaystyle f(x)+g(x)} — також позіном,
- якщо {\displaystyle f(x),g(x)} — позіноми, то {\displaystyle f(x)g(x)} — також позіном.

Отже, множина позіномів, як і множина многочленів, суть кільце.
А що одночлени — окремий випадок позіномів, то множина позіномів також є й алгеброю над кільцем многочленів.
- якщо {\displaystyle g(x)} — позіном, {\displaystyle u(x)} — одночлен, то {\displaystyle g(x)/u(x)} — позіном,
- якщо {\displaystyle g(x)} — позіном, то {\displaystyle {g(x)}^{k}\ (k>0,} ціле{\displaystyle )} — позіном.

## Додатки
Позіноми — базовий утямок у геометричному програмуванні. За допомогою позіномів описують і розв'язують різноманітні математичні задачі, зокрема: оптимальне планування, оптимальне керування, економічні завдання і розрахунок ризиків, кодування та інші.